# Alkmaar
Alkmaar /'ɑɫkma:r/  è una città di 93 912 abitanti dei Paesi Bassi, situata nella provincia dell'Olanda Settentrionale e nella regione della Frisia Occidentale. Al comune appartengono anche Oudorp, Omval e una parte di Koedijk (l'altra appartiene a Langedijk). Il territorio del comune si estende su 31,22 km². Dal 1º gennaio 2015 vi sono stati incorporati i precedenti comuni di Graft-De Rijp e Schermer.

## Storia

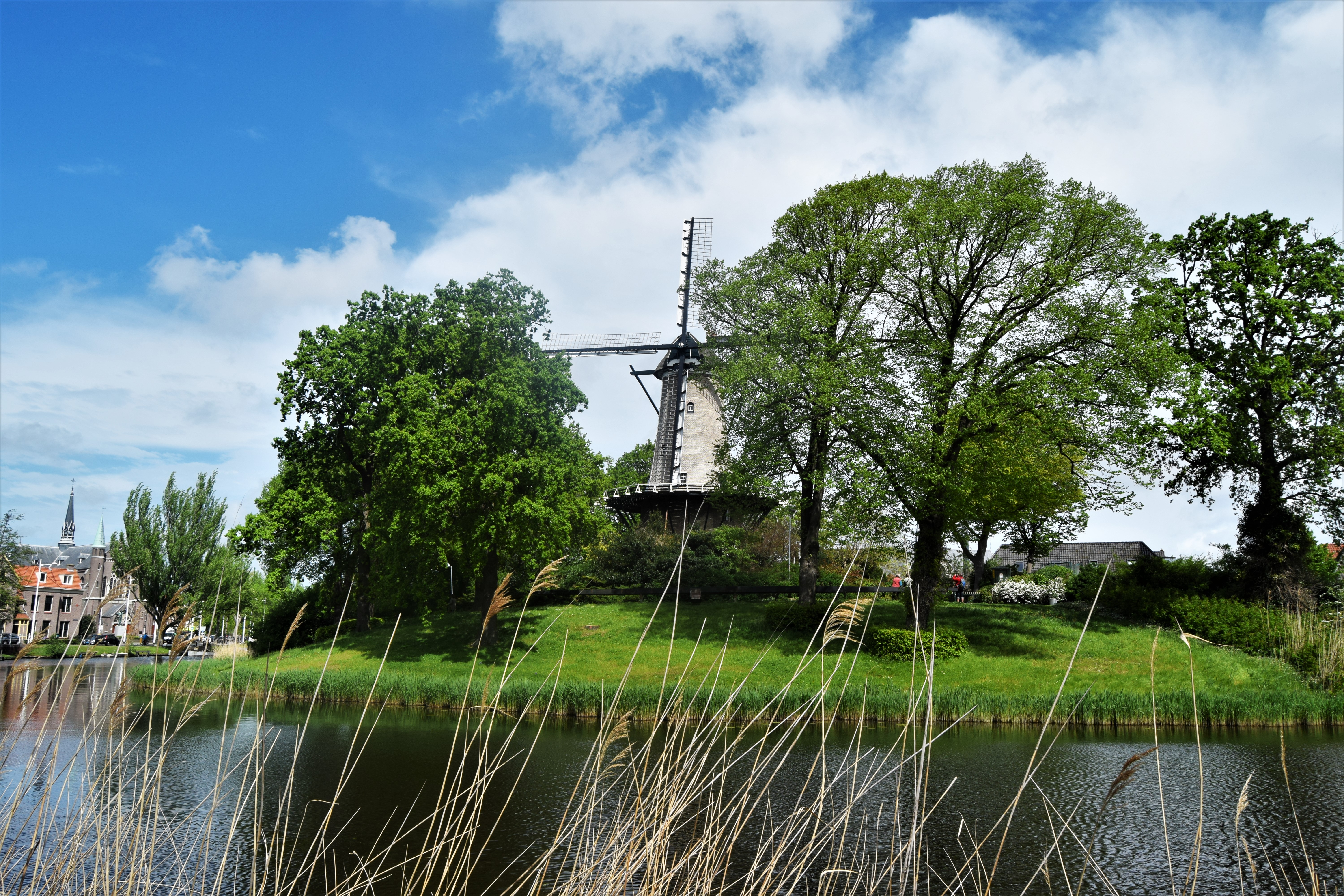
Il mulino De Groot

La prima citazione del nome Alkmaar risale ad un documento del X secolo, ma solo nel 1254 venne eletta a pieno titolo a città.
La città ebbe un ruolo di primo piano durante la rivolta dei Paesi Bassi.
Il 24 giugno 1572, i Geuzen presero Alkmaar e catturarono i sacerdoti cattolici presenti in città. Diederik Sonoy, che era stato appena nominato governatore della Frisia Occidentale da Guglielmo I d'Orange, fece trasferire i religiosi ad Enkhuizen, città di cui era sindaco. Sonoy promise ai prigionieri che li avrebbe rilasciati se avessero abiurato il cattolicesimo e si fossero convertiti al protestantesimo. Quando questi rifiutarono, anche dopo essere stati sottoposti a tortura, furono impiccati il 25 giugno 1572. (cfr. Martiri di Alkmaar).
Nel 1573 la città, ora saldamente in mano ai ribelli, respinse con successo l'assedio delle forze spagnole guidate da Fernando Álvarez de Toledo.
Fu una svolta durante la guerra degli ottant'anni e generò l'espressione Bij Alkmaar begint de victorie
("La vittoria comincia ad Alkmaar"). L'evento ancora è celebrato ogni anno a Alkmaar l'8 ottobre, il giorno in cui l'assedio si concluse.
Nel 1799, durante le guerre rivoluzionarie francesi, un corpo di spedizione anglo-russo occupò la città, ma infine fu sconfitto nella battaglia di Castricum.
La vittoria francese è commemorata sull'Arco di Trionfo a Parigi come " Alcmaer".
Nella seconda metà del XX secolo, Alkmaar si è espansa rapidamente e il 1º ottobre 1972 la città di Oudorp e le parti del sud di Koedijk e di Sint Pancras si sono aggiunte al comune di Alkmaar.

## La tradizione del miracolo eucaristico
Il 1º maggio 1429, nella chiesa di San Lorenzo ad Alkmaar, un sacerdote di nome Folkert stava celebrando la sua prima messa. Dopo la consacrazione rovesciò accidentalmente il vino bianco trasformato nel Sangue di Cristo contenuto nel calice sulla pianeta, e questo si sarebbe trasformato in sangue. Fu vano ogni tentativo di rimuovere le macchie prodottesi. Questo evento, approvato dopo un'indagine canonica, è noto come miracolo eucaristico di Alkmaar.

## Monumenti e luoghi d'interesse

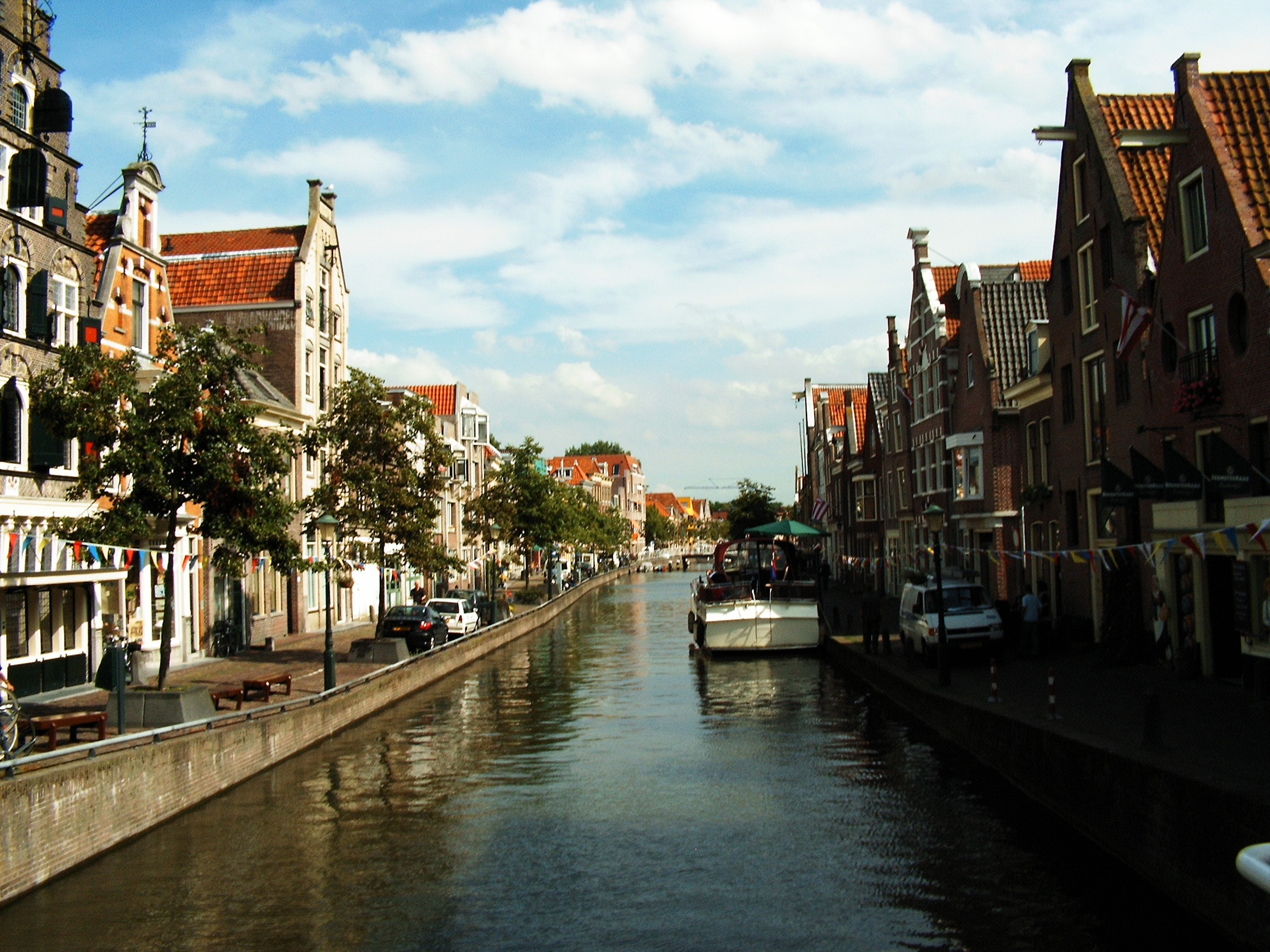
Veduta tipica del centro

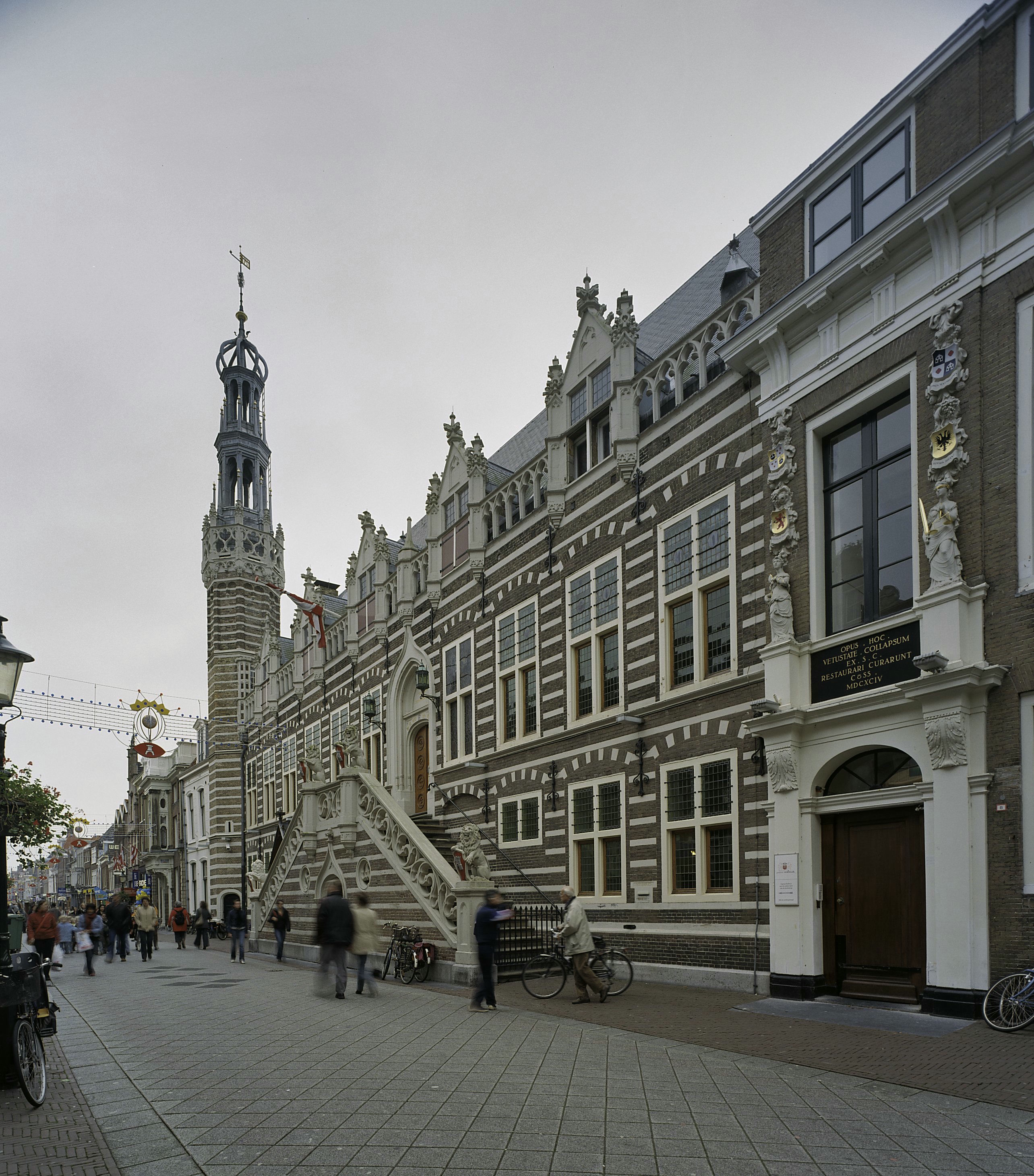
il Municipio di Alkmaar

- Stadhuis, il Municipio di Alkmaar è un bell'edificio eretto in stile tardo gotico fra il 1509 e il 1520. Presenta una facciata a bande orizzontali in laterizi e pietra bianca aperta da finestre crociate e coronata da abbaini e da un alto tetto. Al centro si snoda una scalinata a doppia rampa, e sul fianco sinistro si erge un'agile torretta dal coronamento barocco
- Waagplein, la Piazza della Pesa, è la piazza centrale della città ed è famosa per il suo mercato del formaggio, che si tiene ogni venerdì mattina nel periodo fra aprile ed ottobre. Questo mercato, unico in Olanda, si ripete secondo una tradizione che risale al 1622, ed è visitato ogni anno da 100 000 persone. Sede del mercato è la Waagplein, fulcro anche del divertimento notturno di tutti coloro che si ritrovano nei vari pub che costeggiano la piazza
- Waag, la Pesa pubblica venne eretta nel 1341 in stile tardo gotico come Cappella del Santo Spirito, e convertita nel 1582 in Pesa pubblica. Fra il 1595 e il 1599 venne eretta l'alta torre civica dotata di un carillon con figure di guerrieri. Ospita oggi l'Hollands Kaasmuseum, il Museo del Formaggio olandese
- Grote of Sint-Laurenkerk, la Chiesa Grande, o Chiesa di San Lorenzo, è l'esempio di architettura tardo gotica più importante della città. Fu edificata tra gli anni 1470 e 1512 in gran parte sotto la direzione dei lavori del fiammingo Antoon I Keldermans in stile Gotico brabantino. Ristrutturazioni e rinnovamenti furono effettuati nel 1923/1927 e nel 1940/1947. Notevole il grande organo costruito inizialmente da Germer Galtus e Jacobus Galtus van Hagerbeer tra il 1638 e il 1645 e in seguito, dal 1723 al 1725, ricostruito e completato dall'organaro tedesco Franz Caspar Schnitger
- Stedelijk Museum, il Museo Comunale
- Nederlands Biermuseum De Boom, il Museo Nazionale della Birra
- Alkmaarderhout, un importante parco cittadino.

## Amministrazione

### Gemellaggi

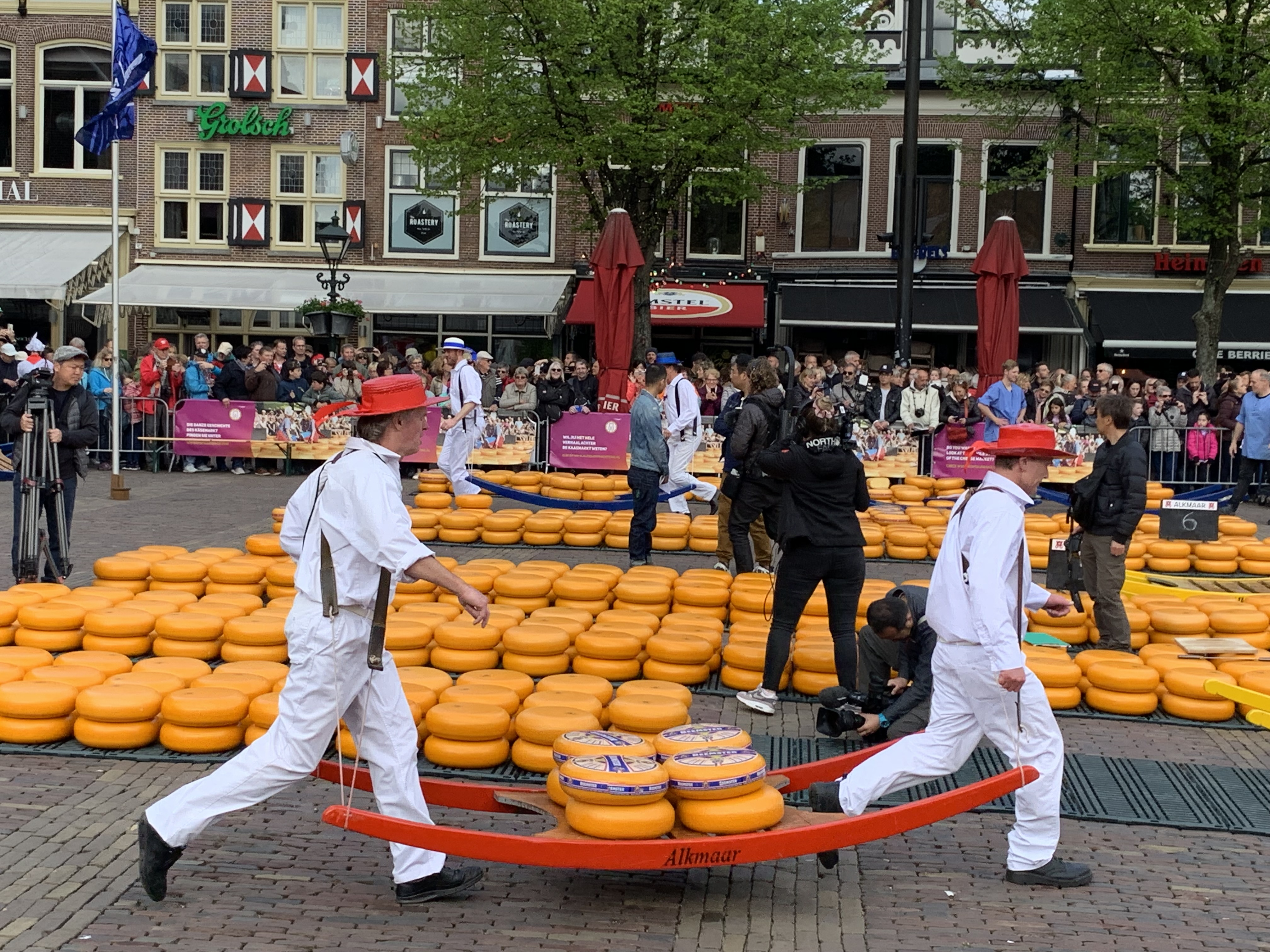
Il tradizionale mercato del formaggio

Alkmaar è gemellata con le seguenti città:
- Bath
- Darmstadt
- Troyes
- Tata, dal 1985
- Bergama
- Uitenhage

## Sport

### Calcio
Il team calcistico principale è l'Alkmaar Zaanstreek (abbreviata comunemente in AZ), squadra di calcio campione nazionale nel 1981 e nel 2009.